# Центральний острів (національний парк)
Центральний острів, також відомий як Крокодилячий острів — вулканічний острів, розташований посеред озера Туркана в Кенії. Тут також розташований національний парк Центрального острова, яким керує Служба охорони дикої природи Кенії. 

## Опис
Центральний острів складається з понад десятка кратерів і конусів різних розмірів, три з яких заповнені невеликими озерами. Два найбільших озера частково заповнюють кратери шириною до кілометра і глибиною близько 80 м, дно яких знаходиться близько рівня моря. Найвища точка на переважно базальтовому острові досягає 550 м, приблизно 190 м над поверхнею озера. Ланцюг невеликих кратерів, що простягаються на східний захід, розрізає східну сторону острова шириною 3 км. Кілька невеликих островів на півдні є частково зануреними кратерами, а інші конуси та лавові пробки лежать під поверхнею озера поблизу острова.
Фумарольна активність зосереджена вздовж краю центрального кратера з півночі на південь, і в 1930-х роках відвідувачі спостерігали бризки сірки. У 1974 році з материка спостерігалися інтенсивні викиди розплавленої сірки та хмари пари. Острів є місцем проживання гіпопотамів, варанів та великої популяції крокодилів

## зовнішні посилання
- Служба охорони дикої природи Кенії – Національний парк Центрального острова
- Сафарі "Революція гепардів" - Національний парк Центрального острова